# San Miguel de Santo Domingo
San Miguel es el tercer distrito del cantón de Santo Domingo, en la provincia de Heredia, de Costa Rica.

## Geografía
San Miguel cuenta con un área de 5,9 km² y una altitud media de 1275 m s. n. m.

## Demografía
Para el año 2022, San Miguel cuenta con una población estimada de 8038 habitantes, y para el último censo efectuado, en 2011, San Miguel contaba con una población de 6363 habitantes.

## Localidades
- Cabecera: San Miguel Sur
- Poblados: Canoa (parte), Castilla, Cuesta Rojas, Montero, Socorro, Villa Rossi.

## Transporte

### Carreteras
Al distrito lo atraviesan las siguientes rutas nacionales de carretera:
- Ruta nacional 32
- Ruta nacional 117
- Ruta nacional 220